# Anschlussverbot
Als Anschlussverbot wird die erstmals nach dem Ersten Weltkrieg im Friedensvertrag von Versailles und dem Vertrag von Saint-Germain im Jahr 1919 festgelegte Bestimmung bezeichnet, die einen Anschluss Österreichs an das Deutsche Reich ausschloss. Österreich durfte seine Unabhängigkeit demnach nur mit Zustimmung des Völkerbundes aufgeben und hatte alles zu unterlassen, das diese Unabhängigkeit gefährden könnte. Erneut bekräftigt wurde das Anschlussverbot mit den Genfer Protokollen des Jahres 1922 und dem Protokoll von Lausanne von 1932.
Nachdem der „Anschluss“ an das inzwischen nationalsozialistische Deutsche Reich 1938 erfolgte und Österreich bis 1945 Teil des somit Großdeutschen Reiches geworden war, wurde im  Österreichischen Staatsvertrag, mit dem das Land 1955 wieder seine Souveränität erlangte, ein explizites Verbot des Anschlusses festgehalten.

## Verträge 1919/1920
Auf Verlangen Frankreichs wurde im Friedensvertrag von Versailles, der am 10. Januar 1920 in Kraft trat, Deutschland und Österreich ein Zusammenschluss, mit dem sie ihre Gebietsverluste hätten kompensieren können, versagt. Deutschland musste die Unabhängigkeit Österreichs anerkennen. Artikel 80 des Vertrages lautet:

„Deutschland erkennt die Unabhängigkeit Österreichs innerhalb der durch Vertrag zwischen diesem Staate und den alliierten und assoziierten Hauptmächten festzusetzenden Grenzen an und verpflichtet sich, sie unbedingt zu achten; es erkennt an, daß diese Unabhängigkeit unabänderlich ist, es sei denn, daß der Rat des Völkerbunds einer Abänderung zustimmt.“

Für Österreich wurde das Unabhängigkeitsgebot im Staatsvertrag von Saint-Germain-en-Laye, in Kraft getreten am 16. Juli 1920, festgehalten.
Das Anschlussverbot wurde Österreich bereits vor dem Sommer 1919 von britischer Seite deutlich gemacht; der Sozialdemokrat Otto Bauer, als Staatssekretär des Äußern und stellvertretender Vorsitzender seiner Partei Motor der Verhandlungen mit Deutschland, trat daraufhin im Juli 1919 zurück. Auf Intervention der Siegermächte wandte sich die Staatsregierung gegen in einzelnen Bundesländern veranstaltete bzw. geplante Abstimmungen zu diesem Thema. Staatskanzler Karl Renner unterzeichnete den Vertrag von Saint-Germain mangels geeigneter Alternativen am 10. September 1919; mit seiner Ratifizierung durch die Konstituierende Nationalversammlung am 21. Oktober 1919 legte das Land den Staatsnamen Deutschösterreich ab und bezeichnete sich fortan vertragsgemäß als Republik Österreich.
Artikel 88 des Vertrages von Saint-Germain lautet:

„Die Unabhängigkeit Österreichs ist unabänderlich, es sei denn, daß der Rat des Völkerbundes einer Abänderung zustimmt. Daher übernimmt Österreich die Verpflichtung, sich, außer mit Zustimmung des gedachten Rates, jeder Handlung zu enthalten, die mittelbar oder unmittelbar oder auf irgendwelchem Wege, namentlich – bis zu seiner Zulassung als Mitglied des Völkerbundes – im Wege der Teilnahme an den Angelegenheiten einer anderen Macht seine Unabhängigkeit gefährden könnte.“

## Genfer Protokolle 1922
Erneut bekräftigt wurde das Anschlussverbot in den vom christlichsozialen österreichischen Bundeskanzler Ignaz Seipel unterzeichneten Genfer Protokollen vom 4. Oktober 1922, – eine der Voraussetzungen für die Gewährung von Anleihen des Völkerbundes in Höhe von 650 Millionen Goldkronen an Österreich. Die Sozialdemokraten polemisierten gegen diese Vereinbarungen heftig, stimmten aber letztlich im Nationalrat nicht gegen die verfassungsändernden Verträge, die finanzielle Entscheidungen Österreichs für einige Zeit internationaler Kontrolle unterwarfen.

## Versuch der Zollunion 1931
Die am 19. März 1931 vereinbarte Zollunion Deutschland-Österreich wurde auf Basis der Verträge von Saint-Germain und Versailles vom Internationalen Gerichtshof in Den Haag am 5. September 1931 untersagt. Zwei Tage vorher hatten die Regierungen Deutschlands und Österreichs von sich darauf verzichtet, das Zollunionsprojekt weiter zu verfolgen. Im Protokoll von Lausanne vom Juli 1932 bestätigte die österreichische Regierung noch einmal, auf Bestrebungen einer Vereinigung mit dem Deutschen Reich zu verzichten.

## Ereignisse ab 1933
Als im Deutschen Reich 1933 Hitler zum Reichskanzler ernannt wurde, widerrief die österreichische Sozialdemokratie ihren Anschlusswunsch. Hitler begann, mit Destabilisierungsaktionen gegen den 1934 errichteten diktatorischen „Ständestaat“ Dollfuß’ und Schuschniggs den „Anschluss“ vorzubereiten. Dieser wurde vom 11. bis 13. März 1938 in einer Aktion österreichischer Nationalsozialisten und der Wehrmacht erzwungen.
Großbritannien und Frankreich sandten lediglich Protestnoten (Näheres siehe Anschluss Österreichs#Internationale Reaktionen). Im Herbst 1938 stimmten sie im Münchner Abkommen zu Lasten der Tschechoslowakei einer weiteren Revision der Friedensverträge 1919/1920 zu.

## Moskauer Deklaration 1943
Drei der vier späteren Partner Österreichs beim Staatsvertrag 1955, die USA, Großbritannien und die Sowjetunion, einigten sich im Herbst 1943 in der Moskauer Deklaration darauf, Österreich mit ihrem Sieg im Zweiten Weltkrieg, von deutscher Herrschaft befreit, wieder als selbstständigen Staat zu errichten. Den „Anschluss“ von 1938 erklärten sie für ungültig. Wer in Deutschland und Österreich es wagte, „Feindsender“ zu hören, erfuhr diese Entscheidung bereits lang vor Kriegsende. Wie Adolf Schärf berichtete, waren auch in Österreich verbliebene Politiker der Ersten Republik etwa ab 1943 der Auffassung, Österreich werde nach dem Krieg nicht mehr zu Deutschland gehören.

## Staatsvertrag 1955
Nach der Rückgängigmachung des „Anschlusses“ durch die Österreichische Unabhängigkeitserklärung vom 27. April 1945, mit der Österreich als Staat wiederhergestellt wurde, wurde das Anschlussverbot, nunmehr explizit als solches bezeichnet, in Teil 3 des Österreichischen Staatsvertrages vom 15. Mai 1955 aufgenommen:

„Artikel 3. Anerkennung der Unabhängigkeit Österreichs durch Deutschland

Die Alliierten und Assoziierten Mächte werden in den deutschen Friedensvertrag Bestimmungen aufnehmen, welche die Anerkennung der Souveränität und Unabhängigkeit Österreichs durch Deutschland und den Verzicht Deutschlands auf alle territorialen und politischen Ansprüche in bezug auf Österreich und österreichisches Staatsgebiet sichern.

Artikel 4. Verbot des Anschlusses

1. Die Alliierten und Assoziierten Mächte erklären, daß eine politische oder wirtschaftliche Vereinigung zwischen Österreich und Deutschland verboten ist. Österreich anerkennt voll und ganz seine Verantwortlichkeiten auf diesem Gebiete und wird keine wie immer geartete politische oder wirtschaftliche Vereinigung mit Deutschland eingehen.

2. Um einer solchen Vereinigung vorzubeugen, wird Österreich keinerlei Vereinbarung mit Deutschland treffen oder irgendeine Handlung setzen oder irgendwelche Maßnahmen treffen, die geeignet wären, unmittelbar oder mittelbar eine politische oder wirtschaftliche Vereinigung mit Deutschland zu fördern oder seine territoriale Unversehrtheit oder politische oder wirtschaftliche Unabhängigkeit zu beeinträchtigen. Österreich verpflichtet sich ferner, innerhalb seines Gebietes jede Handlung zu verhindern, die geeignet wäre, eine solche Vereinigung mittelbar oder unmittelbar zu fördern, und wird den Bestand, das Wiederaufleben und die Tätigkeit jeglicher Organisationen, welche die politische oder wirtschaftliche Vereinigung mit Deutschland zum Ziele haben, sowie großdeutsche Propaganda zugunsten der Vereinigung mit Deutschland verhindern.“

Österreich hatte 1955 kein Problem mit diesen Bestimmungen, war doch die Anschlussbegeisterung vieler im Zweiten Weltkrieg mit der Dauer des Krieges und der drohenden Niederlage völlig verschwunden. Artikel 4 des Staatsvertrages diente der Sowjetunion dazu, Österreich vom Beitritt zur EWG abzuhalten. Der EU-Beitrittsantrag Österreichs wurde in weltpolitisch veränderter Lage erst 1989 gestellt.